# Mergi blat
Mergi blat este albumul numărul 5 al formației de muzică alternativă Cassa Loco.

## Melodii
1. Intro
2. Nu te preocupă
3. Tay, tay baby
4. MTV Music Awards 2004
5. Piesă pentru fani
6. Aventura (Partea I)
7. Cea mai de treabă fată din lume
8. Aventura (Partea a II - a)
9. Tu și cu prietena ta
10. Aventura (Partea a III-a)
11. Nimich 3
12. Îmi vine să ...
13. Mergi blat
14. Outro

### Melodii bonus
1. American Dream (RMX)
2. Tu și cu prietena ta (extended play)
3. Nu te preocupă (RMX)
4. Mergi blat (Nills Holgerson Orchestra RMX)